# Benoît Philippon
Pour les articles homonymes, voir Philippon.
 (septembre 2021).
Si vous disposez d'ouvrages ou d'articles de référence ou si vous connaissez des sites web de qualité traitant du thème abordé ici, merci de compléter l'article en donnant les références utiles à sa vérifiabilité et en les liant à la section « Notes et références ».
Benoît Philippon, né en 1976, est un écrivain, un réalisateur et un scénariste français, auteur de roman noir. 

## Œuvre

### Filmographie

#### En tant que réalisateur
- 2010 : Lullaby (titre original : Lullaby for Pi), film franco-canadien
- 2015 : Mune : Le Gardien de la Lune, film d'animation français co-réalisé avec Alexandre Heboyan
- 2015 : Nephtali, co-réalisé avec Glen Keane (chargé de l'animation)
- 2022 : Jelly Jamm: le film (coréalisateur) avec Javier Ledesma Barbolla et Luis Gallego

#### En tant que scénariste
- 2002 : Sueurs, film français réalisé par Louis-Pascal Couvelaire
- 2010 : Lullaby
- 2015 : Mune : Le Gardien de la Lune

### Romans
- Cabossé, Gallimard, coll. « Série noire » (2016)  (ISBN 978-2-07-268839-3) ; réédition, Paris, Éd. Gallimard, coll. « Folio policier » no 848, 2018, 336 p.  (ISBN 978-2072766121)
- Mamie Luger, Les Arènes, coll. « EquinoX » (2018)  (ISBN 978-2-35-204732-2)
- Joueuse, Les Arènes, coll. « EquinoX » (2020)  (ISBN 979-1-037-50066-3)
- Petiote, Les Arènes, coll. « EquinoX » (2022)  (ISBN 979-1-037-50592-7)
- Papi Mariole, Albin Michel (2024)

### Collectif
- L’Enfance, c’est… / par 120 auteurs ; textes illustrés par Jack Koch ; préf. Aurélie Valognes. Paris : Le Livre de poche, novembre 2020.  (ISBN 978-2-253-08202-6)

## Prix et distinctions
- Prix Transfuge du meilleur espoir polar 2016